# Rudolf Petersen (Politiker)

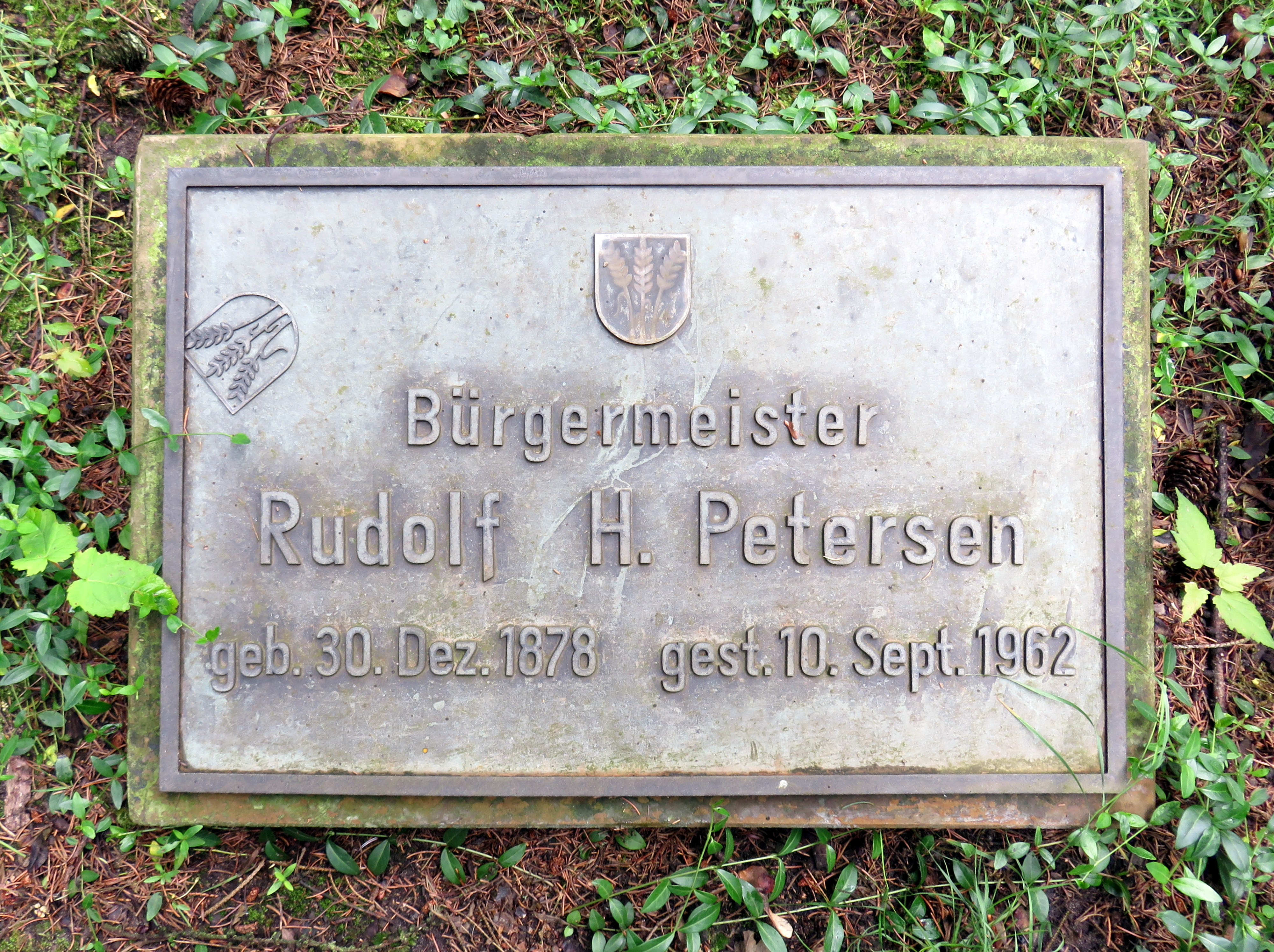
Kissengrabstein Rudolf H. Petersens in Familiengrabanlage Bürgermeister Petersen, Friedhof Ohlsdorf

Rudolf Hieronymus Petersen (* 30. Dezember 1878 in Hamburg; † 10. September 1962 in Wentorf bei Hamburg) war ein deutscher Kaufmann und Politiker (parteilos, später CDU). Von 1945 bis 1946 war er Erster Bürgermeister von Hamburg.

## Leben
Petersen stammte aus einer alteingesessenen Senatorenfamilie. Bereits sein Großvater Carl Friedrich Petersen und sein älterer Bruder Carl Wilhelm Petersen hatten das Amt des Ersten Bürgermeisters inne. 
Rudolf Petersen besuchte das Realgymnasium des Johanneums bis zur Obersekundareife und begann 1896 eine kaufmännische Ausbildung. Erste Berufserfahrungen sammelte er u. a. in Paris und Tomsk (bis 1903) und unternahm für seine Lehrfirma Geschäftsreisen nach China, Japan, Niederländisch-Indien und in die USA. 
1911 gründete er seine eigene Überseehandelsfirma R. Petersen & Co, die 1972 mit Münchmeyer & Co. fusionierte und seit 1994 unter dem Namen MPC Capital agiert. Petersen war Vorsitzender des Hamburger Exportvereins und des Verbandes für Groß- und Überseehandel und bis 1933 Vorsitzender des Verbandes deutscher Exporteure. 
Durch die britische Militärregierung, vertreten durch den Stadtkommandanten Armytage, wurde Petersen am 15. Mai 1945 zum Ersten Bürgermeister von Hamburg ernannt (Senat Petersen). Am 26. Juni 1946 trat er in die CDU ein. Einer konsequenten Entnazifizierung stand er kritisch gegenüber, da er einen zu großen Verlust an wichtigen Erfahrungswerten für den Wiederaufbau befürchtete. Er war bis zum 15. November 1946 Bürgermeister und wurde von Max Brauer (1887–1973, SPD) abgelöst. Untergebracht war Petersen (Spitzname Old P.) im Haus Esplanade Nr. 6 bei den englischen Militäroffizieren. Neben dem Bürgermeisteramt war Petersen im ernannten Senat der Hansestadt zuständig für die Hauptverwaltung/Senatskanzlei, Polizei, Rechnungsprüfungsamt, Staatsarchiv, Staatliche Pressestelle, Statistisches Amt, Einspruchsstelle und Feststellungsbehörde. Petersen gründete die Deutsche Hilfsgemeinschaft. Zusammen mit Adolph Schönfelder richtete er eine Verwaltung in Hamburg ein. Petersen wurde 1948 zum ersten Nachkriegspräsidenten des neugegründeten Übersee-Clubs gewählt und übte dieses Amt bis 1954 aus.
Der Enkel von Rudolf Petersen, Mathias Petersen, war Landesvorsitzender der SPD in Hamburg.

## Ehrungen
- 1946: Bürgermeister-Stolten-Medaille
- 1952: Großes Verdienstkreuz mit Stern der Bundesrepublik Deutschland